# ورزشکاه استان آنگ تانگ
ورزشکاه استان آنگ تانگ (به لاتین: Ang Thong Province Stadium) یک ورزشگاه در تایلند است که در Yan Sue واقع شده‌است.